# Province du Chaco
Pour les articles homonymes, voir Chaco.
La province du Chaco est une subdivision de l'Argentine située au nord du pays. Elle est bordée à l'ouest par les provinces de Salta et de Santiago del Estero, au sud par celle de Santa Fe, au sud-est par celle de Corrientes et par le Paraguay et à l'est et au nord par la province de Formosa.

## Histoire

### Avant l'arrivée des Espagnols
On connait peu de choses sur la préhistoire de la province comme de l'ensemble de la région du Chaco. On suppose que les premiers habitants s'installèrent dans la région approximativement il y a six mille ans. On sait que la population d'origine était composée de deux grandes familles linguistiques : la famille guaycurú et la famille mataco-mataguayo, ultérieurement unifiée en famille mataco-guaycurú.
Les Guaycurús, liés aux peuples pampides, étaient subdivisés en différentes ethnies : Mocovís, Tobas, Pilagás et Abipons. Les Wichís ou matacos, présentent des influences amazonides et andides.
Chaco est un mot Quechua qui signifie « terrain de chasse », ce qui était la ressource principale pour les tribus aborigènes habitant la région avant l'arrivée des Espagnols. Certaines de ces tribus (Guaranis, Tobas, Wichís et autres) ont persisté dans la région et ont toujours d'importantes communautés dans la province, comme dans celle de Formosa.

### Découverte et début de colonisation
Le premier Espagnol fut Alejo García, qui traversa le Chaco à la recherche des gisements de Potosí. D'autres explorèrent également ces terres. Citons Sébastien Cabot, Juan de Ayolas, Domingo Martínez de Irala, Álvar Núñez Cabeza de Vaca, entre autres. La première fondation européenne dans les terres du Chaco fut réalisée par Alonso de Vera y Aragón (es) le 14 avril 1585, sous le nom de Nuestra Señora de la Concepción, sur les rives du Río Bermejo. Avec cette fondation commença l'action missionnaire. Un franciscain se signala parmi ces prêtres, François Solano, renommé pour sa sainteté et son amour pour les indigènes.
En 1585 arrivèrent les premiers missionnaires de la Compagnie de Jésus: les 
pères Alonzo de Barzana et Francisco de Angulo.
En 1590, arrivèrent les missionnaires jésuites Pedro de Añazco et Juan Font (1557-1618), qui joignirent leurs efforts en vue d'évangéliser les Indiens du Chaco.

### Conquête totale du Chaco
Le territoire national du Gran Chaco avec pour capitale Villa Occidental fut créé le 31 janvier 1872 et avait Julio de Vedia pour gouverneur., sous la présidence de Domingo Faustino Sarmiento. La première des campagnes de conquête du Gran Chaco, fut celle que le Colonel Napoleón Uriburu (es) réalisa en 1870 et répéta en 1872, jusqu'au passage sur la rivière appelé La Cangayé (es), l'ancienne réduction jésuitique de Nuestra Señora de los Dolores, fondée en 1781 dans les environs du confluent des Río Teuco et Río Bermejo.

## Géographie
Province située au nord-est de l'Argentine, elle fait partie de la grande zone du Gran Chaco et s'étend sur un relief totalement plat, avec une inclinaison légère dans le sens NO-SE. Cette caractéristique se manifeste dans l'orientation du cours des rivières.
Au nord-ouest de la province se trouve une région fort isolée à la végétation dense et touffue, appelée El Impenetrable.

## Hydrographie
Trois grands cours d'eau délimitent la frontière de la province à l'est et au nord : le Paraguay, le grand fleuve Paraná et le Río Bermejo. Ce dernier, qui prend sa source en Bolivie fait office de frontière avec la province de Formosa.

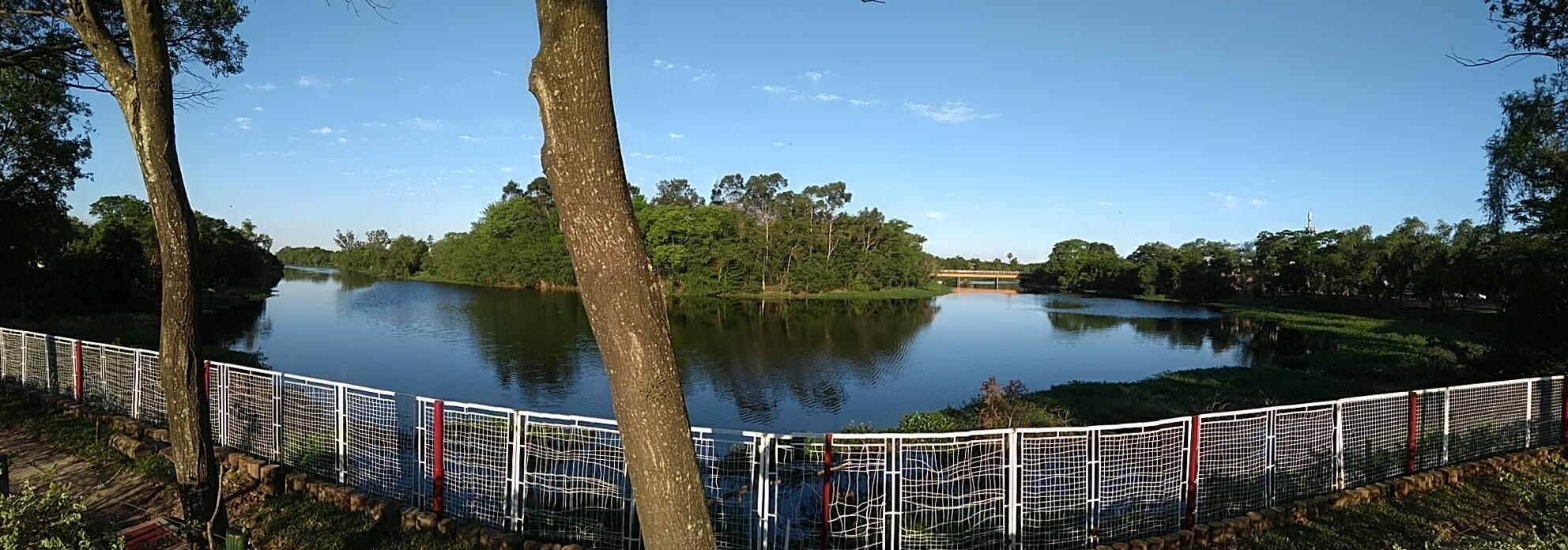
Vue du Río Negro du Chaco, depuis le Club de Régates de Resistencia

Les autres cours d'eau notables sont le río Tragadero, le Río Negro du Chaco et le Río Salado. Tous font partie du bassin du Paraná.

## Villes principales
Agglomérations de plus de dix mille habitants en 2010 :

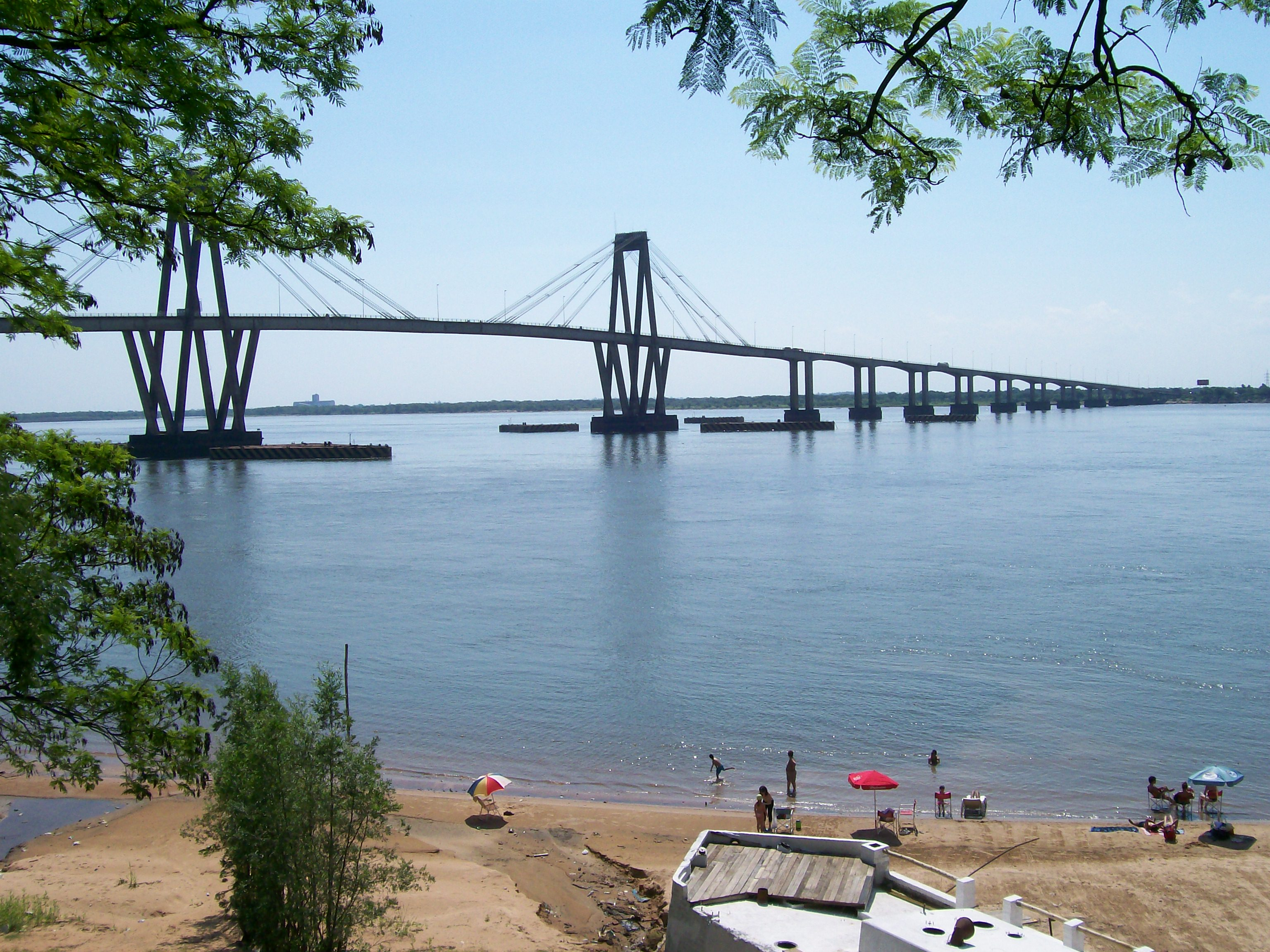
Le pont General Manuel Belgrano sur le río Paraná unit les deux villes de Resistencia et de Corrientes.

- Resistencia (385 726 habitants), capitale et ville principale de la province, en plus d'être son principal centre économique. La ville est au centre d'une aire métropolitaine, le Gran Resistencia, qui en 2010 atteignait les 385 726 habitants. Située au sud-est de la province, sur la rive droite du río Paraná — peu après que ce dernier ait reçu les eaux du río Paraguay —, elle se trouve à 18 km de la ville de Corrientes, à laquelle elle est reliée par le pont General Manuel Belgrano. Les deux grandes villes forment une conurbation de quelque 800 000 habitants. La ville possède plus de 600 œuvres sculptées que l'on peut admirer partout dans ses rues, ce qui lui a valu le titre de Capital Nacional de las Esculturas[3].
- dont Barranqueras (54 715)
- Presidencia Roque Sáenz Peña (89 882)
- Villa Ángela (41 403)
- General José de San Martín (28 124)
- Juan Jose Castelli (27 201)
- Charata (26 497)
- Quitilipi (24 517)
- Las Breñas (22 953)
- Machagai (21 997)
- Tres Isletas (16 976)
- La Leonesa - Las Palmas (13 737)
- General Pinedo (13 042)
- Corzuela (10 335)
- Villa Berthet (10 224)

## Voies d'accès

### Routières
Du sud vers le nord, le long du río Paraná, la province est parcourue par la portion septentrionale de la route nationale 11. Celle-ci relie la province avec les grandes villes du sud, Rosario et Buenos Aires, le long du Paraná.
L'autre axe majeur est la route nationale 16. Celleci, partant de  Resistencia, va d'est en ouest jusqu'en province de Salta et relie donc les rives du Paraná avec le nord-ouest andin du pays, ainsi qu'avec la Bolivie, le nord du Chili et le Pérou. Cette route fait partie de l'Axe du Capricorne, défini par l'IIRSA comme un des trois grands axes d'intégration sud-américains transcontinentaux qui traversent l'Argentine d'est en ouest.
Du nord au sud, un autre axe important traverse la province en son centre, la route nationale 95, qui unit les provinces de Santa Fe, du Chaco et de Formosa. Son parcours de 675 km va la ville de Ceres au sud à Villa General Güemes au nord. A Ceres, elle rejoint l'importante route nationale 34.

### Ferroviaires
Historiquement, il existait deux voies de chemin de fer au départ de Corrientes: le chemin de fer General Belgrano et le chemin de fer Santa Fe. Mais ce dernier a été supprimé et les voies enlevées. Il ne reste donc que le General Belgrano qui unit la ville avec le reste de la province. La société d'état Trenes Argentinos Operaciones quant à elle unit la ville de Puerto Tirol avec Barranqueras, et Resistencia avec le sud-est de la province et la localité de Los Amores, en province de Santa Fe.

## Départements
| No. | Département                   | Superf. (km2) | Population 2010 | Chef-lieu                    | Carte des départements |
| --- | ----------------------------- | ------------- | --------------- | ---------------------------- | ---------------------- |
| 1   | Almirante Brown               | 17 276        | 34 075          | Pampa del Infierno           |                        |
| 2   | Bermejo                       | 2 562         | 25 052          | La Leonesa                   |                        |
| 3   | Chacabuco                     | 1 378         | 30 590          | Charata                      |                        |
| 4   | Comandante Fernández          | 1 500         | 96 944          | Presidencia Roque Sáenz Peña |                        |
| 5   | Doce de Octubre               | 2 576         | 22 281          | General Pinedo               |                        |
| 6   | Dos de Abril                  | 1 594         | 7 432           | Hermoso Campo                |                        |
| 7   | Fray Justo Santa María de Oro | 2 205         | 11 826          | Santa Sylvina                |                        |
| 8   | General Belgrano              | 1 218         | 11 988          | Corzuela                     |                        |
| 9   | General Donovan               | 1 487         | 13 490          | Makallé                      |                        |
| 10  | General Güemes                | 25 487        | 67 132          | Juan José Castelli           |                        |
| 11  | Independencia                 | 1 871         | 22 411          | Campo Largo                  |                        |
| 12  | Libertad                      | 1 088         | 12 158          | Puerto Tirol                 |                        |
| 13  | Libertador General San Martín | 7 800         | 59 147          | General José de San Martín   |                        |
| 14  | Maipú                         | 2 855         | 25 288          | Tres Isletas                 |                        |
| 15  | Mayor Luis Jorge Fontana      | 3 708         | 55 080          | Villa Ángela                 |                        |
| 16  | Nueve de Julio                | 2 097         | 28 555          | Las Breñas                   |                        |
| 17  | O'Higgins                     | 1 580         | 20 131          | San Bernardo                 |                        |
| 18  | Presidencia de la Plaza       | 2 284         | 12 499          | Presidencia de la Plaza      |                        |
| 19  | Primero de Mayo               | 1 864         | 10 322          | Margarita Belén              |                        |
| 20  | Quitilipi                     | 1 545         | 34 081          | Quitilipi                    |                        |
| 21  | San Fernando                  | 3 489         | 390 874         | Resistencia                  |                        |
| 22  | San Lorenzo                   | 2 135         | 14 702          | Villa Berthet                |                        |
| 23  | Sargento Cabral               | 1 651         | 15 889          | Colonia Elisa                |                        |
| 24  | Tapenaga                      | 4 097         | 4 102           | Charadai                     |                        |
| 25  | Veinticinco de Mayo           | 2 358         | 29 215          | Machagai                     |                        |
|     | Total province                | 99 633        | 1 053 466       | Resistencia                  |                        |

## Climat

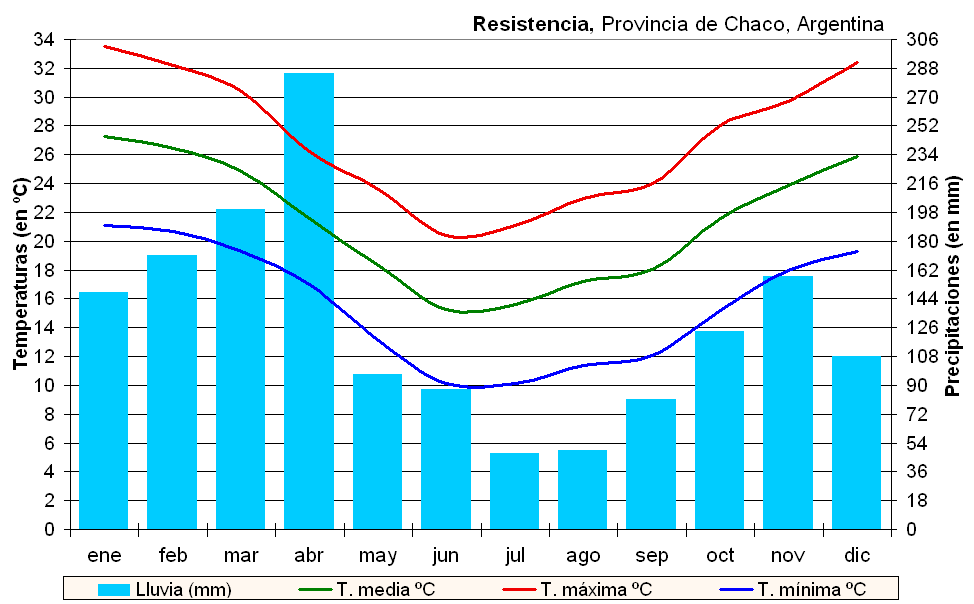
Climatogramme de Resistencia.

La végétation reflète l'inégale répartition des pluies et se présente comme une forêt fermée à l'ouest (L'Impénétrable), un paysage de prairies au centre et des forêts en bosquets qui bordent les rivières à l'est. De par l'influence des vents humides qui viennent de l'Atlantique, le secteur oriental reçoit davantage de précipitations. Cette influence perd son humidité dans sa progression vers l'ouest où l'hiver est marqué par une saison sèche.
| Mois                     | jan. | fév.  | mars | avril | mai  | juin | jui. | août | sep. | oct.  | nov.  | déc.  | année   |
| ------------------------ | ---- | ----- | ---- | ----- | ---- | ---- | ---- | ---- | ---- | ----- | ----- | ----- | ------- |
| Température moyenne (°C) | 27   | 26,1  | 24,4 | 21,1  | 17,9 | 14,7 | 15   | 16,8 | 17,8 | 21,6  | 23,9  | 25,8  | 21      |
| Précipitations (mm)      | 148  | 171,2 | 200  | 284,9 | 97   | 87,5 | 47,3 | 49,5 | 81,3 | 123,7 | 158,1 | 108,2 | 1 556,7 |

Plus loin, à l'ouest de la province, les précipitations diminuent progressivement entrainant des risques de plus en plus élevés de sécheresse. Ainsi, à l'ouest de la province, la ville de Las Breñas, située dans la région du Chaco central voit déjà les précipitations tomber sous la barre des 1.000 millimètres annuels.
| Mois                     | jan.  | fév.  | mars | avril | mai  | juin | jui. | août | sep. | oct. | nov.  | déc.  | année |
| ------------------------ | ----- | ----- | ---- | ----- | ---- | ---- | ---- | ---- | ---- | ---- | ----- | ----- | ----- |
| Température moyenne (°C) | 27    | 25,8  | 24,1 | 20,2  | 17,6 | 14,9 | 14,7 | 16,5 | 19   | 22,2 | 24,1  | 26,1  | 21,1  |
| Précipitations (mm)      | 138,1 | 129,3 | 128  | 105,7 | 37,5 | 23,7 | 17,2 | 17,1 | 36   | 79,6 | 113,7 | 119,6 | 946   |

Au delà vers l'ouest, la chute sera plus importante encore. C'est le Chaco sec, typique de la province voisine de Santiago del Estero, dont nous affichons les données climatiques à titre de comparaison.

En rouge, la région Grand nord argentin

| Mois                     | jan.  | fév.  | mars | avril | mai  | juin | jui. | août | sep. | oct. | nov. | déc. | année |
| ------------------------ | ----- | ----- | ---- | ----- | ---- | ---- | ---- | ---- | ---- | ---- | ---- | ---- | ----- |
| Température moyenne (°C) | 26,8  | 25,6  | 23,4 | 20    | 16,7 | 12,7 | 12,6 | 15   | 18,4 | 22,3 | 24,7 | 26,5 | 20,4  |
| Précipitations (mm)      | 135,5 | 111,3 | 83,3 | 37,2  | 16,7 | 6,2  | 3,7  | 4,5  | 13,8 | 33,2 | 67,6 | 96,1 | 609,1 |

## Région Grand nord argentin
Un traité interprovincial de création de la Región Norte Grande Argentino (Région Grand nord argentin), a été signé dans la ville de Salta, le 9 avril 1999, entre les provinces de Catamarca, Corrientes, Chaco, Formosa, Jujuy, Misiones, Tucumán, Salta et Santiago del Estero.
L'objet primordial de ce traité est la création de la Región Norte Grande et la concrétisation de l'intégration des provinces du Nord-Ouest Argentin (NOA) et du Nord-Est Argentin (NEA), afin d'atteindre dans la réalité un système effectif de consensus et d'action conjointe entre les états signataires.
Le Conseil Régional du Norte Grande est l'organisme suprême de gouvernement régional, composé de l' Assemblée des Gouverneurs, de la Junte Exécutive et du Comité Coordinateur. Ce dernier est constitué par un représentant du NOA et un autre du NEA, les deux étant de plus membres de la Junte Exécutive.
La Commission Exécutive Interministérielle d'Intégration Régionale coordonne le processus d'intégration à partir des directives des organes supérieurs déjà mentionnés.

## Population
Tandis qu'en 1895 la province comptait 10 422 habitants, elle a largement dépassé de nos jours le million d'habitants (1 055 011 en 2003), parmi lesquels 50 000 appartiennent aux communautés toba, wichi et mocovi.

### Démographie
Depuis 1895, la population de la province a évolué comme suit :
|                   | 1895      | 1914      | 1947       | 1960       | 1970       | 1980      | 1991       | 2001       | 2015       |
| ----------------- | --------- | --------- | ---------- | ---------- | ---------- | --------- | ---------- | ---------- | ---------- |
| Province du Chaco | 10 422    | 46 274    | 430 555    | 543 331    | 566 613    | 701 392   | 839 677    | 984 446    | 1 143 201  |
| Total Argentine   | 4 044 911 | 7 903 662 | 15 893 811 | 20 013 793 | 23 364 431 | 27 49 480 | 32 615 528 | 36 260 130 | 43 431 886 |

D'après l'INDEC (Institut argentin des statistiques et des recensements) , en 2003, la population était estimée à 1.055.011 habitants.
La croissance démographique a été très importante durant la première moitié du XXe siècle. En 1895, il y avait quelque dix mille habitants qui peuplaient cette province de taille équivalente à un peu plus de trois fois celle de la Belgique. Il est vrai que les Indios Bravos (Indiens non soumis) n'étaient pas inclus dans ce chiffre, mais ces derniers avaient été décimés par les récentes opérations militaires pour sécuriser la région et n'étaient plus qu'une petite poignée de milliers. En 1947, on comptait déjà pas moins de 430 000 habitants

Après 1947, la situation économique se dégradant progressivement, la province a démographiquement sous-performé par rapport à la totalité du pays. 

Cependant, plus récemment, on remarque que la population de la province a gagné plus de 35 % entre 1990 et 2015, et affiche ainsi un rythme d'accroissement un peu supérieur à la moyenne du pays.
Enfin la natalité élevée observée dans la province (24 540 naissances en 2000, et 25 543 en 2004, soit un taux de 25,1 pour mille, un des plus élevés du pays avec celui des provinces de Misiones et de Formosa) laisse entrevoir la poursuite d'une forte croissance démographique dans les prochaines décennies.
Environ 4 % de la population de la province est indigène.

#### Évolution prévue jusque 2040
À la suite du recensement argentin de 2010, on remarque de fait une poursuite de la croissance démographique de la province entre 2001 et 2010, analogue à celle des décennies précédentes. L'INDEC a fait cependant de nouvelles estimations prévisionnelles jusqu'en 2040. Il est prévu que le chiffre de la population de la province se montera alors à 1.392.114 habitants, soit une augmentation de quelque 30% par rapport à 2010, c'est-à-dire un niveau équivalent à la moyenne nationale qui serait de l'ordre de 30% également. La croissance démographique de la province serait donc appelée à continuer, mais de manière un peu plus modérée que pendant les trois dernières décennies du XXe siècle et la première du XXIe (1970-2010).
Résumé de l'évolution du chiffre de la population, selon les prévisions de l'INDEC, concernant les prochaines décennies jusque 2040 : 
|                   | 2001       | 2010       | 2020       | 2030       | 2040       |
| ----------------- | ---------- | ---------- | ---------- | ---------- | ---------- |
| Province du Chaco | 984 446    | 1.080.017  | 1.204.541  | 1.310.964  | 1.392.114  |
| Total Argentine   | 36.260.130 | 40.091.359 | 45.376.763 | 49.407.265 | 52.778.477 |

### Les amérindiens
Le recensement de 2010 comptablisait dans la province 41.304 personnes qui se reconnaissaient comme faisant partie d'une ethnie indigène, dont 30.766 Tobas, 4.629 Wichis et 3.873 Mocovis.

## Flore
La flore typique est celle du quebracho colorado (schinopsis lorentzii) et du quebracho blanc (Aspidosperma quebracho-blanco), de la morelle de Balbis ou espina colorada (Solanum sisymbriifolium), du tabebuia ou lapacho, du guayabí (Patagonula americana (es)) (une boraginaceae), du guayacán (Caesalpinia paraguariensis) de l' Ananas sagenaria et des chaguars (Bromelia hieronymi et Bromelia urbaniana).
Dans le Parc national Chaco, située à 80 km au nord-ouest de la ville de Resistencia, les espèces arborées prédominantes sont le timbó colorado (Enterolobium contortisiliquum), le timbó blanco (Albizia inundata (es)), le guabiyú (Myrcianthes pungens), le ivirá-pitá (Peltophorum dubium), le guayaibí (Patagonula americana), le viraró (Ruprecthia laxiflora), le lapacho rosado (Tabebuia heptaphylla), le espina de corona (Gleditsia amorphoides). La forêt chaquéenne (monte fuerte) est dominée par le quebracho colorado du Chaco (Schinopsis balansae), le guayacán (Caesalpinia paraguariensis), le zapallo caspi (Pisonia zapallo) le palo amarillo (Phyllostylon rhamnoides). Aux limites est de ce parc on retrouve le quebracho colorado associé à de denses formations de Bromelíaceas. Le palmier caranday (Copernicia alba) occupe une grande partie du parc. On trouve aussi le palo cruz (Tabebuia nodosa), les algarrobos (Prosopis), le curupí (Sapium longifolium), le quebracho colorado chaqueño, le chañar (Geoffroea decorticans) le coronillo (Scutia buxifolia). Les zones les plus basses, présentent des étangs, couverts d'une dense végétation palustre comme le piripiri (Cyperus giganteus), les roseaux (Thypa dominguensis) et les peguajós (Thalia geniculata).

## Faune
La faune caractéristique comprend des pumas, des grands furets, des pécaris à collier (Pecari tajacu), le pécari à lèvres blanches (Tayassu pecari), le très rare pécari du Chaco (Catagonus wagneri), des gatos moros ou jaguarondis, le daguet gris, des singes siffleurs, des tortues aquatiques, des cocoés, des grenouilles trepadoras, des singes hurleurs, etc.

### Mammifères
Dans le Parque provincial Loro Hablador, on trouve un nombre assez important de tamanoirs ou fourmiliers géants (Myrmecophaga tridactyla), et aussi le très rare tatou géant (Priodontes maximus), le tout aussi rare jaguar appelé tigre localement (Panthera onca). Des espèces mineures sont bien présentes, telles le cobaye halophile ou mara du Chaco (Dolichotis salinicola) et le tatou à trois bandes du Sud (Tolypeutes matacus).

### Les oiseaux
Rien que dans le Parc national Chaco, situé dans le Chaco humide, 120 km à l'ouest de Resistencia, on trouve plus de 340 espèces d'oiseaux, ce qui témoigne de l'extrême richesse de l'avifaune de la province. On y trouve notamment la Chouette effraie, des engoulevents nacunda ou atajacaminos (Chordeiles nacunda), l'urutaú ou ibijau gris (nyctibius griseus), des oiseaux charpentiers (Picidae), des urracas (pies bavardes), des  hérons (Ardeidae), des kamichis à collier (chauna torquata), des Cormorans vigua, des poules d'eau, etc.
Toujours dans le parc national Chaco, on peut observer en outre le grimpar à bec rouge (Campylorhamphus trochilirostris), le cariama huppé (Cariama cristata), le casiorne roux (Casiornis rufa), le pic à tête pâle (Celeus lugubris), le tinamou vermiculé (Crypturellus undulatus), le geai bleu-noir (Cyanocorax cyanomelas), le dendrocygne à ventre noir (Dendrocygna autumnalis), le goglu des prés (Dolichonyx oryzivorus), le donacobe à miroir (Donacobius atricapilla), l'Élanion perle (Gampsonyx swainsonii), le macagua rieur (Herpetotheres cachinnans), la conure nanday (Nandayus nenday), le synallaxe rouge (Phacellodomus ruber), le pic vert-doré (Piculus chrysochloros), le grand grimpar (Xiphocolaptes major).
On y observe également la buse aguia (Geranoaetus melanoleucus), le fauconnet à ailes tachetées (Spiziapteryx circumcincta), le tourco huppé (Rhinocrypta lanceolata), le synallaxe terne (Thripophaga fuscusiceps), le chipiu à capuchon (Poospiza melanoleuca), le commandeur huppé (Gubernatrix cristata), le héron flûte-du-soleil (Syrigma sibilatrix), l'ibis plombé (Theristicus caerulescens), la chevêche des terriers (Speotyto cunicularia), l'hirondelle fardée (Stelgidopteryx fucata), le pipit à plastron (Anthus furcatus), le sporophile à gorge sombre (Sporophila ruficollis), le sporophile des marais (Sporophila palustris), le Petit Tardivole (Emberizoides ypiranganus), l'embernagre à cinq couleurs (Embernagra platensis).
Dans le parc provincial Fuerte Esperanza situé au nord-ouest de la province, dans le Chaco semi-aride, on peut observer le fauconnet à ailes tachetées (Spiziapteryx circumcincta), le synallaxe à bec court (Asthenes baeri), l'annumbi alouette (Coryphistera alaudina), le grisin à dos rayé (Myrmorchilus strigilatus), le tourco huppé (Rhinocrypta lanceolata), la calandrite bergeronnette (Stigmatura budytoides), l'ada cendré Knipolegus striaticeps, le lophospingue à huppe noire (Lophospingus pusillus), le chipiu à capuchon (Poospiza melanoleuca), le chipiu sanglé (Poospiza torquata), la buse couronnée (Harpyhaliaetus coronatus), le pic lucifer (Dryocopus schulzi), le tinamou superbe (Eudromia formosa), l'ortalide du Chaco (Ortalis canicollis), l'amazone à front bleu (ou loro hablador) (Amazona aestiva), la chouette du Chaco (Strix chacoensis), ainsi que le cardinal à dos noir (Rey del Bosque) (Pheucticus aureoventris) et le saltatricule du Chaco (Saltatricula multicolor).
Dans le parc provincial Loro Hablador, on peut notamment observer le fauconnet à ailes tachetées (Spiziapteryx circumcincta), l'upucerthie du Chaco (Tarphonomus certhioides), l'annumbi alouette (Coryphistera alaudina), le tourco huppé (Rhinocrypta lanceolata), l'ada cendré (Knipolegus striaticeps), le chipiu cannelle (Poospiza ornata), le chipiu sanglé (Poospiza torquata), le saltatricule du Chaco (Saltatricula multicolor), la buse couronnée (Harpyhaliaetus coronatus), le pic Lucifer (Dryocopus schulzi).

### Reptiles
Les reptiles sont nombreux dans la province, notamment trois espèces de Bothrops, serpents venimeux dangereux. Peu dangereux pour l'homme quoique vénimeux, le Leptophis ahaetulla se retrouve aussi dans les régions humides du Chaco.
L'Anaconda jaune ou curiyú (Eunectes notaeus) est aussi présent dans les milieux humides de l'est de la province, ainsi que deux espèces de caïmans : Caïman à museau large et Jacara ou Caïman noir. Ces deux espèces sont qualifiées de “vulnérables”. Le Caïman à museau large figure dans l'Appendice I de la CITES (Convention internationale sur le trafic d'espèces menacées de faune et flore sylvestres) et il est considéré comme “en danger”. Le Jacara est inclus dans l'Appendice II. Il existe un établissement important d'élevage de ce reptile dans la province voisine de Corrientes, comptant plus de 20 000 exemplaires.
Sur le territoire de la province on trouve deux espèces très différentes de boa : le Boa constrictor occidentalis et l'Epicrates alvarezi. Présent également et dangereux, l'Hydrodynastes gigas ou Ñacaniná.
Dans les bois du chaco semiaride de la moitié ouest de la province, on trouve la tortue du Chaco ou tortue d'Argentine (Chelonoidis petersi) surtout visible après les averses, ainsi que le grand tégu rouge (Tupinambis rufescens) caractéristique du chaco sec.

### Amphibiens
Dans le parc national El Impenetrable, on observe notamment la présence de la grenouille créole Leptodactylus latrans, du Physalaemus santafecinus, du Physalaemus biligonigerus, du Scinax fuscovarius, et aussi de divers autres Leptodactylus dont le Leptodactylus bufonius, le Leptodactylus chaquensis, le Leptodactylus gracilis, le Leptodactylus latrans, le  Leptodactylus mystacinus, le Leptodactylus fuscus, le Leptodactylus latinasus. On y trouve aussi les crapauds Rhinella schneideri, Rhinella arenarum et Rhinella fernandezae.

### Poissons
Trois grands cours d'eau très poissoneux bordent la province : le Paraguay, le Paraná et le Bermejo. On y retrouve donc quasi toute l'ichtyofaune du bassin du Paraná. Les principaux sont le dorado (salminus maxillosus), la raie de rivière (Potamotrygon motoro), le boga (Leporinus obtusidens), le chafalote ou machete (Rhapiodon vulpinus), le pacú (Piaractus mesopotamicus), le surubí atigrado (Pseudoplatystoma fasciatum), le surubí commun (Pseudoplatystoma corruscans), le patí (Luciopimelodus pati), le bagre jaune (Pimelodus maculatus), le bagre blanc (Pimelodus albicans), le sábalo (Prochilodus lineatus), le piraña ou palometa (Pygocentrus nattereri), le pejerrey (Odontesthes bonariensis), la tararira (Hoplias malabaricus), l'armado (Platydoras costatus), le grand silure appelé aussi manguruyú (Zungaro zungaro ou Paulicea luetkeni), la manduvá (Ageneiosus brevifilis), le manduví (Ageneiosus valenciennesi), le silure-spatule (Sorubim lima), l'armado (Pterodoras granulosus), le saumon de rivière ou pirá pitá (Brycon orbignyanus), le moncholo (Pimelodus albicans), la corvina de río (Pachyurus bonariensis), le bagre noir ou bagre sapo Rhamdia quelen, entre autres.

## Les météorites du Chaco - Campo del Cielo

Carte de la province, avec en rouge l'aire estimée de la zone des impacts et dans laquelle on a trouvé des cratères et des fragments.

Aux confins occidentaux de la province, à la frontière avec la province voisine de Santiago del Estero, on trouve de nombreux cratères météoritiques. Cette zone est appelée Campo del Cielo.
Le Campo del Cielo a été créé par la chute d'un grand nombre de météorites créées par la fragmentation dans l'atmosphère d'une même météorite, il y a 4 000 à 5 000 ans. L'explosion initiale dans l'atmosphère créa une pluie de fragments métalliques. On estime le poids de la météorite initiale à plus ou moins 840 000 kg.
Couvrant une superficie de plusieurs dizaines de km², la zone d'impact est criblée d'une vingtaine de cratères.
Ces cratères et ces fragments métalliques sont mentionnés depuis 1576, mais sont connus des amérindiens depuis plus longtemps. La masse totale des fragments récupérés dépasse 100 tonnes, faisant du Campo del Cielo l'une des plus grosses météorites tombées et trouvées à la surface de la Terre. Le plus grand fragment appelé El Chaco, pesant 28.840 kg, est la troisième plus grosse météorite connue, après la météorite d'Hoba. 

## Économie

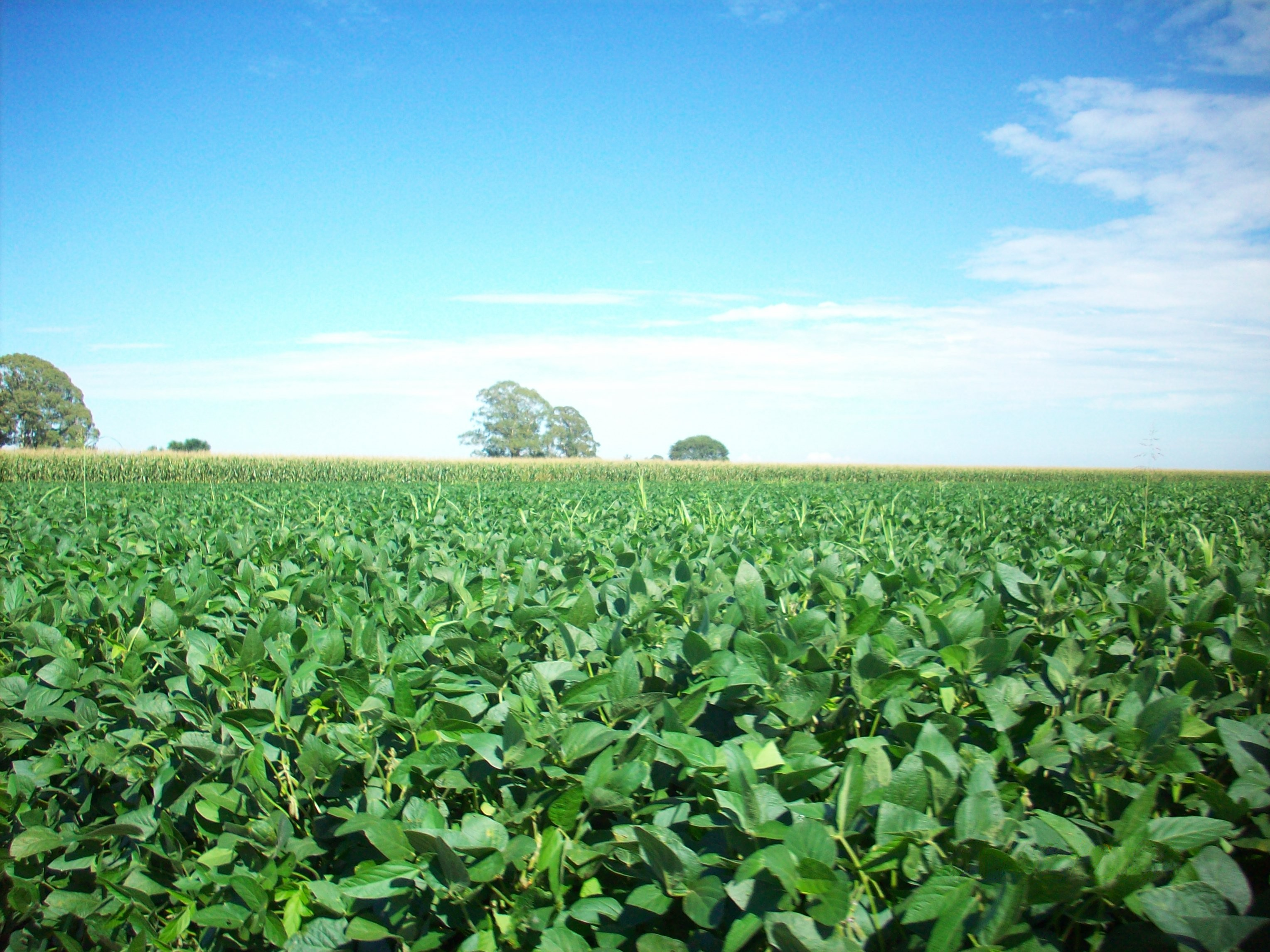
Culture de soja dans le Chaco argentin.

Le développement du Chaco est lié à l'exploitation des forêts de quebracho colorado et blanco, ainsi qu'à la production de coton, qui représente 60 % de la production nationale.
L'agriculture a recours aux cultures de la zone de la Pampa : soja, sorgho, maïs. Sont aussi cultivés la canne à sucre au sud, le riz et le tabac, avec une activité moindre cependant. L'élevage se fait dans des troupeaux d'animaux créoles et croisés avec des zébus, qui s'adaptent facilement aux températures élevées et au peu de pâturages disponibles.
Mais la province souffre d'un sous-développement industriel important, et le tourisme y est fort peu développé lui aussi, comme d'ailleurs dans l'ensemble des provinces argentines du Chaco. La province est la plus pauvre d'Argentine avec 47 % de la population qui vit sous le seuil de pauvreté (23,4 % pour la moyenne nationale).
Au cours des années 2010 les forêts de lapachos ont été massivement arrachées dans le Chaco au profit de champs de soja transgénique. Les fumigations au glyphosate, pourtant interdites près des habitations, représentent une menace pour la santé des populations, et les contrôles visant à faire respecter la loi sont rares. Dans ce contexte, « les grands propriétaires terriens bénéficient de connivences avec les organismes d’État, qui détournent le regard face à ces violations du cadre légal ». Les études scientifiques soulignent la présence de glyphosate dans l’eau potable des dispensaires, des puits et des citernes.

## Tourisme
- La ville de Resistencia, fondée en 1750, cité verte traversée par plusieurs cours d'eau et englobant plusieurs lagunes d'eau douce. Elle possède plus de 600 œuvres sculptées qui jalonnent son territoire. Cela lui a valu le titre officiel de Capital Nacional de las Esculturas (capiale nationale de la sculpture)[3].
- Tous les deux ans a lieu à Resistencia la Bienal Internacional de Esculturas. Beaucoup parmi ces sculptures sont exposées au Museo de las Esculturas Urbanas del Mundo (musée des sculptures urbaines du monde).
- Parc national Chaco
- L'Ile du Soleil.
- Le río Negro, cours d'eau abondant typique du Chaco humide. Il baigne notamment Resistencia.
- El Paranacito ou Villa Paranacito, localité du sud-est de la province. Sise sur un des bras du río Paraná, elle comporte une station balnéaire. Le site a été déclaré parc provincial.
- Le zoo de Presidencia Roque Sáenz Peña. Vaste complexe de 120 hectares, il est spécialisé dans la protection et la reproduction d'espèces en danger, tels le jaguar ou le condor des Andes.
- El Impenetrable
- Le Parc provincial Loro Hablador (ou Parc provincial du Perroquet parleur). On peut y observer des centaines d'espèces d'oiseaux différentes, représentant l'avifaune du Chaco occidental sec.
- L' Isla del Cerrito

Resistencia possède un nombre appréciable de musées. Comme capitale provinciale et principal centre de la province, elle héberge certaines des collections et objets d'art de plus grande importance de la région. Parmi les différents musées, il faut citer le Museo del Hombre Chaqueño, le Museo de Antropología Regional Juan Alfredo Martinet et le Museo Ichoalay.

### Resistencia ville de la sculpture
En parcourant la ville de Resistencia, le touriste culturel sera comblé grâce aux nombreuses srtatues qui ornent la ville. Le grand moment pour la sculpture est incontestablement la Biennale Internationale de Sculpture, qui a lieu tous les deux ans et invite des artistes internationaux à participer à cette compétition dans la ville. Cet événement se déploie sur le boulevard côtier bordant le río Negro.